# 歌川広兼
歌川 広兼（うたがわ ひろかね、生没年不詳）とは、江戸時代の浮世絵師。

## 来歴
歌川豊広の門人、歌川の画姓を称す。作画期は文化の頃とされるが、その他の事については不明。